# Abe Vigoda (acteur)
Abraham Charles Vigodah (New York, 24 februari 1921 – Woodland Park, New Jersey, 26 januari 2016) was een Amerikaans acteur.

## Levensloop
Vigoda debuteerde op 17-jarige leeftijd in een kleine theatershow. Vigoda kreeg grote bekendheid door zijn rol in The Godfather. Hij speelde ook nog een kleine rol in het tweede deel van de succesvolle filmreeks. Door zijn kenmerkende gelaatsuitdrukking zou Vigoda nog vele andere maffiarollen gaan spelen gedurende zijn carrière. Hij speelde rollen in films als Newman's Law (met George Peppard in de hoofdrol), Cannonball Run II, Look Who's Talking, North en Crime Spree.

## Televisie
De rol van sgt. Phil Fish in de televisieserie Barney Miller (1974-1977 en een aflevering in 1981) was hem op het lijf geschreven en ontaardde in 1977 zelfs in de spin-off Fish. In 1985 speelde hij enige tijd in de soapserie As the World Turns. In 1989 speelde hij een rol in Santa Barbara. Verder speelde hij vele gastrollen, onder meer in Mannix, Hawaii Five-O, Kojak, The Love Boat, MacGyver en Law & Order.

## Privé
Vigoda trouwde op 25 februari 1968 en kreeg één dochter. Op 30 april 1992 overleed zijn echtgenote. Hij werkte nog tot op hoge leeftijd en overleed een maand voor zijn 95e verjaardag.

## Filmografie
- Suspense (televisieserie) - Rol onbekend (afl. Lunch Box, 1949)
- Studio One (televisieserie) - Rol onbekend (afl. Two Sharp Knives, 1949)
- Three Rooms in Manhattan (1965) - Ober
- Dark Shadows (televisieserie) - Ezra Braithwaite (1969)
- Dark Shadows (televisieserie) - Otis Greene (1970)
- The Godfather (1972) - Sal Tessio
- The Sandy Ducan Show (televisieserie) - Mr. Samuelson (afl. Play It Again Samuelson, 1972)
- The Devil's Daughter (televisiefilm, 1973) - Alikhine
- Mannix (televisieserie) - Anton Valine (afl. A Matter of Principle, 1973)
- Toma (televisiefilm, 1973) - Donzer
- The Don Is Dead (1973) - Don Talusso
- Toma (televisieserie) - Rol onbekend (afl. The Street, 1974)
- The Story of Pretty Boy Floyd (televisiefilm, 1974) - Dominic Morrell
- Newman's Law (1974) - John Dellanzia
- The Rockford Files (televisieserie) - Al Dancer (afl. The Kirkoff Case, 1974)
- Hawaii Five-O (televisieserie) - Abe Kemper (afl. The Two-Faced Corpse, 1974)
- Kojak (televisieserie) - Norman Kilty (afl. The Best Judge Money Can Buy, 1974)
- The Godfather: Part II (1974) - Sal Tessio
- Cannon (televisieserie) - Mr. Couzellous (afl. Search and Destroy, 1975)
- Having Babies (televisiefilm, 1976) - Al Schneider
- The Bionic Woman (televisieserie) - Barlow (afl. Black Magic, 1976)
- The Godfather Saga (miniserie, 1977) - Sal Tessio (Niet op aftiteling)
- Fish (televisieserie) - Det. Phil Fish (afl. onbekend, 1977-1978)
- The Cheap Detective (1978) - Sergeant Rizzuto
- The Comedy Company (televisiefilm, 1978) - Jake
- Vega$ (televisieserie) - Max (afl. Centerfold, 1978)
- The Rockford Files (televisieserie) - Phil 'The Dancer' Gabriel (afl. Rosendahl and Gilda Stern Are Dead, 1978)
- How to Pick Up Girls! (televisiefilm, 1978) - Nathan Perlmutter
- Fantasy Island (televisieserie) - Sid Gordon (afl. Pentagram/The Casting Director, 1979)
- The Love Boat (televisieserie) - Charlie Fletcher (afl. The Gopher's Opportunity/Home Sweet Home/Switch, 1979)
- $weepstake$ (televisieserie) - Anthony (1979)
- Eight Is Enough (televisieserie) - Ben Ryan (afl. The Final Days, 1979)
- Supertrain (televisieserie) - Ray Yellburton (afl. A Very Formal Heist, 1979)
- Fantasy Island (televisieserie) - Joe Lange (afl. Goose for the Gander/The Stuntman, 1979)
- Death Car on the Freeway (televisiefilm, 1979) - Mr. Frisch
- B.J. and the Bear (televisieserie) - Grootvader Ben Rule (afl. Mary Ellen, 1979)
- The Littlest Hobo (televisieserie) - Howard Mattson (afl. The Million Dollar Fur Heist, 1980)
- Gridlock (televisiefilm, 1980) - Herb
- The Big Stuffed Dog (televisiefilm, 1981) - Rol onbekend
- Barney Miller (televisieserie) - Det. Phil Fish (47 afl. 1974-1977, 1981)
- Harper Valley P.T.A. (televisieserie) - Slick (afl. Stellascam, 1981)
- Cannonball Run II (1984) - Caesar
- The Stuff (1985) - Cameo
- As the World Turns (televisieserie) - Joe Kravitz (afl. onbekend, 1985)
- Tales from the Darkside (televisieserie) - Mr. Corelli (afl. a Choice of Dreams, 1986)
- Vasectomy: A Delicte Matter (1986) - Detective Edwards
- Keaton's Cop (1988) - Louis Keaton
- Plain Clothes (1988) - Mr. Wiseman
- Superboy (televisieserie) - Mr. Wagner (afl. Back to Oblivion, 1988)
- B.L. Stryker: The Dancer's Touch (televisiefilm, 1989) - Rol onbekend
- B.L. Stryker (televisieserie) - Rol onbekend (afl. The Dancer's Touch, 1989)
- Look Who's Talking (1989) - Opa
- Prancer (1989) - Orel Benton
- Santa Barbara (televisieserie) - Lyle DeFranco (afl. onbekend, 1989)
- Joe Versus the Volcano (1990) - Waponi chef
- Monsters (televisieserie) - Rol onbekend (afl. The Gift, 1990)
- MacGyver (televisieserie) - Bill Cody (afl. Harry's Will, 1990)
- The Black Stallion (televisieserie) - D.J. Lancaster (afl. Last Race, 1990)
- Murder, She Wrote (televisieserie) - George (afl. The Prodigal Father, 1991)
- The Godfather Trilogy: 1901-1980 (video, 1992) - Sal Tessio
- Lucky Luke (televisieserie) - Rechter Rinehart (afl. Ghost Train, 1993)
- Fist of Honor (1993) - Victor Malucci
- Me and the Kid (1993) - Eigenaar pandjeshuis
- Batman: Mask of the Phantasm (1993) - Salvatore 'Sal the Wheezer' Valestra (Stem)
- Home of Angels (1994) - Opa
- Sugar Hill (1994) - Gus Molino
- North (1994) - Opa uit Alaska
- Diagnosis Murder (televisieserie) - Albert Bartell (afl. You Can Call Me Johnson, 1994)
- The Misery Brothers (1995) - Don Frito Layleone
- Jury Duty (1995) - Rechter Powell
- Law & Order (televisieserie) - Gepensioneerd rechercheur Landis (afl. Remand, 1996)
- Weird Science (televisieserie) - Oude man Lisa (afl. Grumpy Old Genie, 1996)
- Love Is All There Is (1996) - Rudy
- Underworld (1996) - Will Cassady
- Wings (televisieserie) - Harry (afl. All About Christmas Eve, 1996)
- A Brooklyn State of Mind (1997) - Oom Guy
- Me and the Gods (1997) - Zeus
- Touched by an Angel (televisieserie) - Receptionist (afl. Clipped Wings, 1997)
- Good Burger (1997) - Otis
- Mad About You (televisieserie) - Kalman (afl. Farmer Buchman, 1998)
- Witness to the Mob (televisiefilm, 1998) - Paul Castellano
- Promised Land (televisieserie) - Albert Spokaine (afl. Jury Duty, 1998)
- Just the Ticket (1999) - Arty
- The Norm Show (televisieserie) - Sal (afl. Norm, Crusading Social Worker, 1999)
- Tea Cakes or Cannoli (2000) - Rol onbekend
- Chump Change (2001) - De Kikker
- Crime Spree (2003) - Angelo Giancarlo
- The 3rd Annual TV Land Awards (televisiefilm, 2005) - Mike Delfino (Sketch Desperate Classic Housewives)
- Farce of the Penguins (dvd, 2006) - Penguin uit Boca (Stem)
- The Godfather (computerspel, 2006) - Salvatore 'Sal' Tessio (Stem)
- The Godfather: Mob Wars (computerspel, 2006) - Salvatore Tessio (Stem)
- The Godfather: Blackhand Edition (computerspel, 2007) - Salvatore 'Sal' Tessio (Stem)
- Frankie the Squirrel (2007) - Blinde oom Morty